# مايشو-اه
مايشو-اه (名所絵، وهو «رسم المناظر المشهورة») يشير إلى لوحات يابانية لـ «مناظر مشهورة» للأرخبيل الياباني. متأثر بالصين، أصبح من المواضيع المهمة في اليابان في العصور الوسطى (من القرن العاشر حتى الرابع عشر) ويستمر بين القرن السادس عشر والقرن التاسع عشر في الرسم الزخرفي لفترة أزوتشي موموياما، ومدرسة رينبا Rinpa وأوكييو-إه بعدها. فإذا كانت المناظر الشهيرة تتركز على المناظر الطبيعية للأرخبيل، فإن بواعثها في الواقع أكثر تنوعًا وقد تكون مهتمة بتنظيم الحياة اليومية للناس أو الممارسات الدينية.

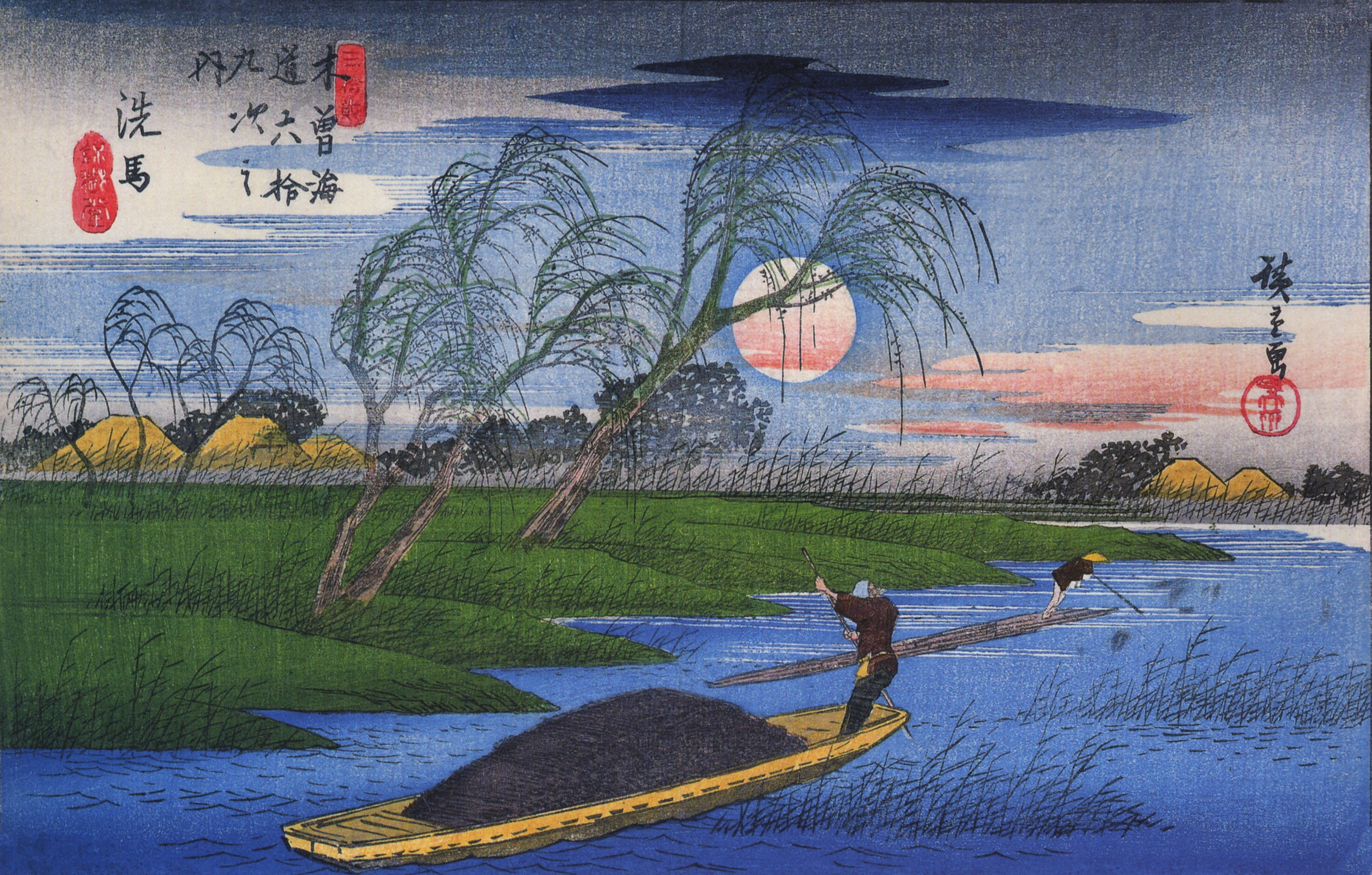
المحطة 31 والثلاثون: سيبا. هيروشيغي، المحطات التسعة والستون لكيسو كايدو، 1834-1835.

يُعرِف المايشو-إه بالخصائص الأكثر شهرة لمكان معروف بجماله أو اهتمام الناس به عن طريق الرسم والتصوير، وذلك لتحديده بسهولة، عن طريق الرمزية أو الواقعية. وهو بشكل عام نوع يمكن أن يمزج بين لوحة للموسم، اللوحة الطبيعية أوالشعر.

## تاريخ المايشو-إه

### ياماتو-إه:ولادة المايشو-إه بذوق ياباني
اكتشف اليابان وتعلم كيفية رسم المناظر الطبيعية من الصين؛ وأقدم لوحات هذه المناظر الطبيعية تحفظ في معبد هوريو-جي وتعود إلى فترة أسوكا - القرن السابع -.
في وقت لاحق من فترة هيان، فضّل تطور ياماتو-إه اللوحات ذات الطابع العلماني الياباني، على عكس اللوحات ذوات الموضوع الصيني البحت في لوحات كارا-إه. فالبلاط الإمبراطوري في هيان-كيو كان يفضِل اللوحات على جدران توضح قصيدة واكا (byōbu بيوبو)، مشيرة إلى البوذية، وعدم الثبات والتغير المستمر للأشياء، والفصول الأربعة والشعائر والطقوس الدينية كما وفرت الرمزية دمجا بين الشعر والفصول والعديد من الأشكال التصويرية، على سبيل المثال لا الحصر أزهار الكرز في جبل يوشينو المرتبطة بالربيع،.
في كثير من الأحيان، كانت الأماكن المعروفة بجمالها حول العاصمة هي مواضيع هذه اللوحات، حيث يتم تمثيلها في موسم معين وتكون في أحيان كثيرة مستوحاة من قصيدة واكا؛ وكان القرن التاسع والعاشر هو ميلاد مثل هذه اللوحات.
يبدو أن الشعر قد لعب دوراً حاسماً في التطورات المبكرة لهذا النوع؛ ففي عام 1207، على سبيل المثال، اختار الإمبراطور غو توبا ستة وأربعين منظر شهير كمواضيع لقصائد الواكا، والتي كان من المقرر نقلها للوحات على الأقسام المنزلقة لدير سيشوشيتنو-ان. وفي كثير من الأحيان، كانت الأعمال ثمرة خيال الرسام أو مستوحاة من قصيدة، دون أي واقعية، وخاصة بالنسبة للأماكن النائية في اليابان.
كما هو الحال في الشعر، يبقى الشيء المهم هو القوة العاطفية أو المأثرة المرتبطة بمكان يمكن تحديده بالتقليد أو الصورة النمطية أو التقليد التصويري؛ حيث كانت الزخارف الشعرية أو البلاستيكية المرتبطة بمكان (أوتاماكورا utamakura) عديدة جدًا ومدونة، فعلى سبيل المثال، يشير حاجز مطوق بالأشجار بأوراق حمراء إلى حاجز شيراكاوا Shirakawa المرتبط بالرياح الخريفية.

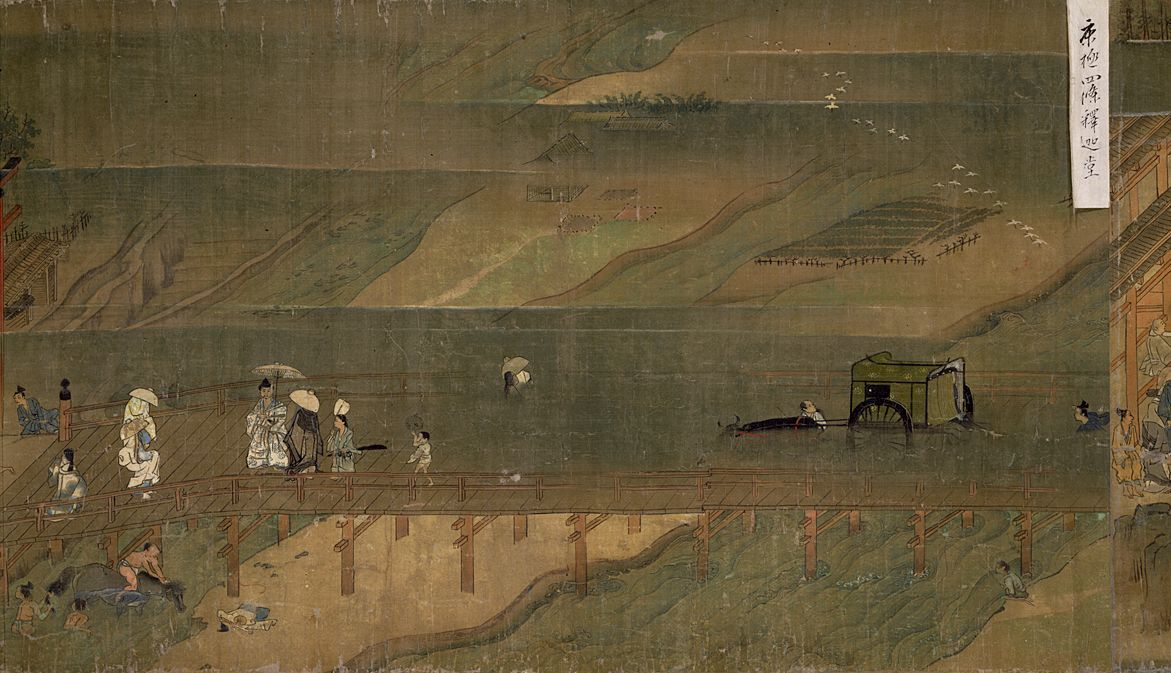
وصول إلى هييان (كيوتو). Ippen shōnin eden ، In-I ، 1299.

### تقنية تخفيف الحبر في الماء

منظر لأما نو هاشيداتي ، Sesshū ، ج. 1501-1506.

شهدت فترة موروماتشي Muromachi، المتأثرة بمذهب الزن، ظهور حركة رسم بتخفيف الحبر في الماء أحادية اللون الصينية (suiboku-ga أو sumi-e)؛ حيث تصبح تركيبات المناظر الطبيعية المجهولة قوية وغنائية وروحية أكثر باستعمال هذه التقنية، وتتميز أيضا بقوة ضربات الفرشاة. وتعد لوحة المايشو الشهيرة لمنظر جبل هاشيداتي، التي تم رسمها في عام 1501، واحدة من أكثر ثلاثة لوحات للمناظر الطبيعية شهرة في اليابان؛ وتتميز بدقة طبوغرافية دقيقة، كما توجد هناك بعض النسخ الشهيرة لنفس الموضوع في سيشو Sesshū.
رسم كانو تانيو Kanō Tannyū (مدرسة كانو Kanō)، والمسؤول عن جداريات قلاع إيدو Edo ونيجو Nijō، العديد من المناظر الشهيرة.

### سلسلة المطبوعات أوكيو-إه

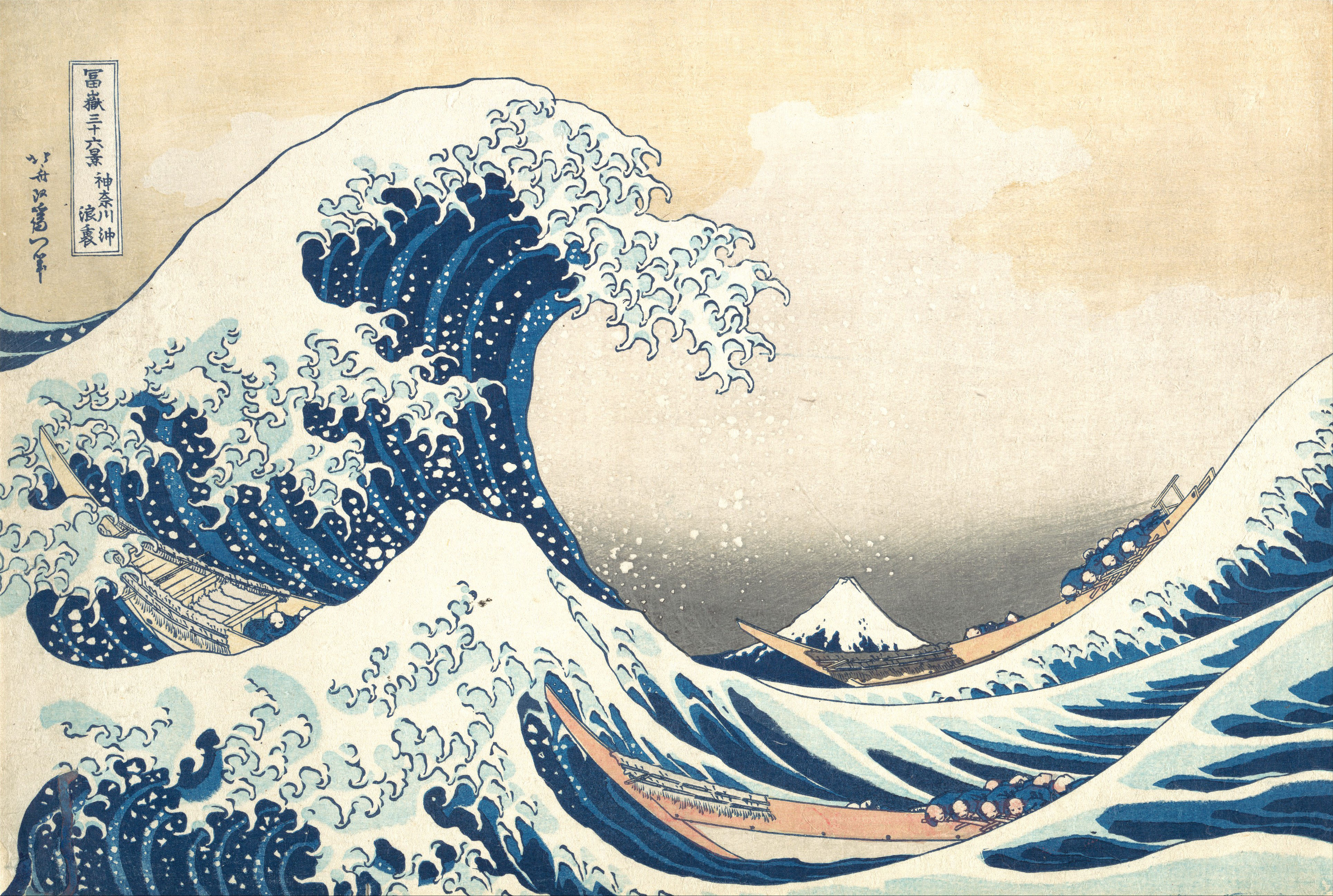
الموجة العظمى في كاناغاوا مع جبل فوجي في الخلفية. هوكوساي، ستة وثلاثون مشهدًا لجبل فوجي ، 1830-1831.

مع عصر إيدو استتب الهدوء في البلاد ونمت الرحلات والسفريات داخل الأرخبيل الياباني. فإذا كانت معظم هذه الرحلات ذات ضرورة سياسية اقتصادية من قبل، فإن السفر في أوقات الفراغ تطور أيضًا في ذلك الوقت، مع ظهور أدلة السفر (مايشو كي meisho ki) حيث تحولت إلى نوع من الأدب بعينه، ولا تزال نسخة Tōkaidōchū Hizakurige من جيبينشا اكوو Jippensha Ikku الأكثر شهرة من بينها جميعا. وبعد الأدب وأدلة السفر، تطورت الصورة تدريجيا إلى مطبوعات فنية تدعى الأوكيو في القرن التاسع عشر وخاصة بفضل هوكوساي وهيروشيغه، اللذان ضاعفا سلسلة مطبوعات المايشو ابتداءا من 1830. حيث قام هوكوساي بتجربة هذا النوع في لوحاته «ثمانية وجهات نظر من إيدو بالطريقة الهولندية»، حيث تأثره الأوربي واضح للعيان؛ وكان نجاح سلسلته "ستة وثلاثون مشهد لجبل فوجي" يعطي لهذا النوع من مطبوعات المناظر الطبيعية مكانة بارزة في القرن التاسع عشر.

### العصر الحديث
في نهاية القرن التاسع عشر، بدأت حركة الأوكيو في الذبول. ومع ذلك، تظل مطبوعات «المناظر الشهيرة» موضوعًا للإلهام للتصوير الفوتوغرافي، وعلى سبيل المثال بعض أعمال أدولفو فارساري.

## المواضيع الرئيسية للمايشو-اه

### الفصول

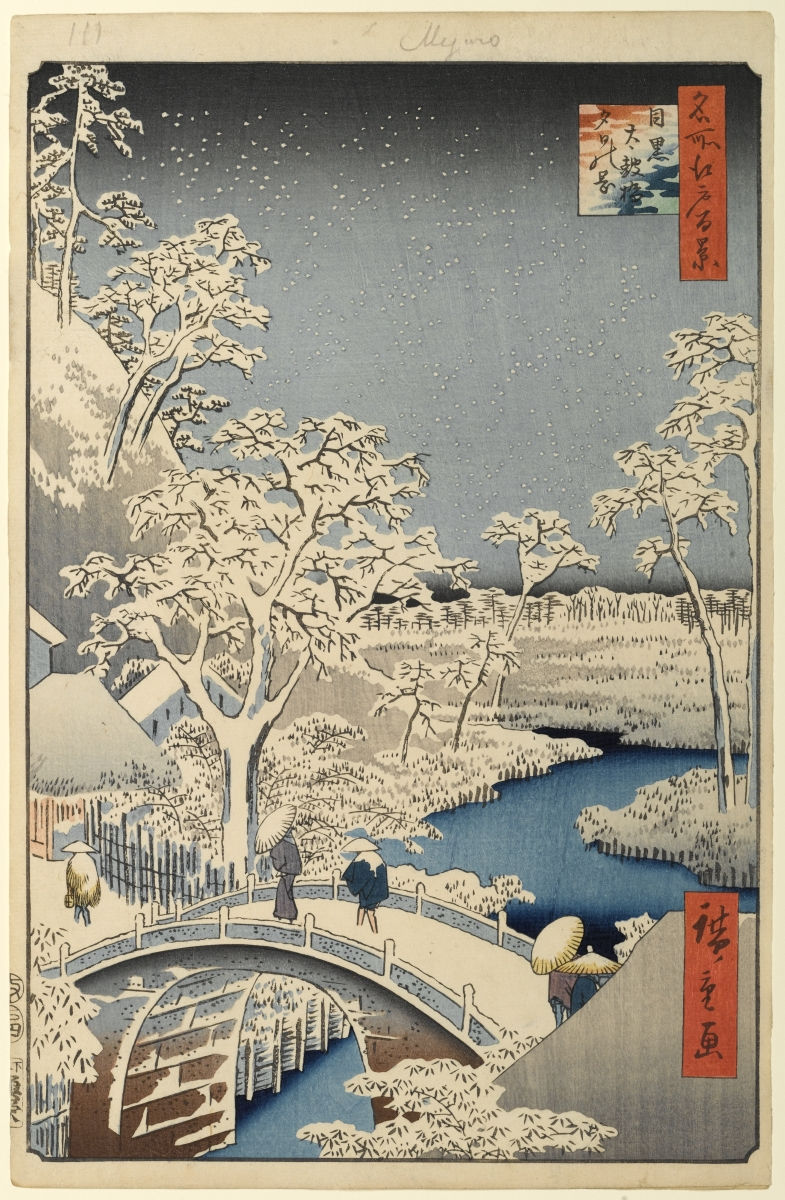
جسر تايكو و هضبة يوشي في Meguro في فصل الشتاء. مئات المشاهدات إيدو، هيروشيغه 1857.

ترتبط المايشو في الأصل ارتباطًا كبيرًا بالرسومات المتعلقة بالفصول (shiki-e)، وغالبًا ما تمثل مكانا واحدا في مواسم مختلفة من السنة. وتشكل اللوحات الجدارية لـ هو-دو (Hoo-do) بجناح العنقاء في معبد بيودو-ان (byodo-in) تحفة فنية من هذا النوع في القرن الحادي عشر، حيث يمثل كل جدار موسمًا على طراز ياماتو-اه yamato-e النموذجي من فترة هيان. وبقي هذا المبدأ لفترة طويلة في سلسلة المطبوعات أوكيو-اه.

### الإنسان
الإنسان في لوحات المايشو والمناظر الطبيعية يمثل الفن في اليابان، حيث لا يزال الوجود القصصي للناس (الفلاحون والمسافرون وسكان المدن والحجاج والمحاربون...) شائعًا جدًا. بالنسبة إلى أكياما تيروكازو، تبدو أنسنة الطبيعة وكأنها «القاعدة الرئيسية للجمال الياباني». وعلى سبيل المثال، يُظهر فن هيروشيغه النشاطات اليومية للناس بحساسية الشاعر؛ كما في مطبوعته الشهيرة حيث رسم المارة متفاجئين من المطر على جسر أوهاشي في مائة مشهد لإيدو.

### مناظر كيوتو

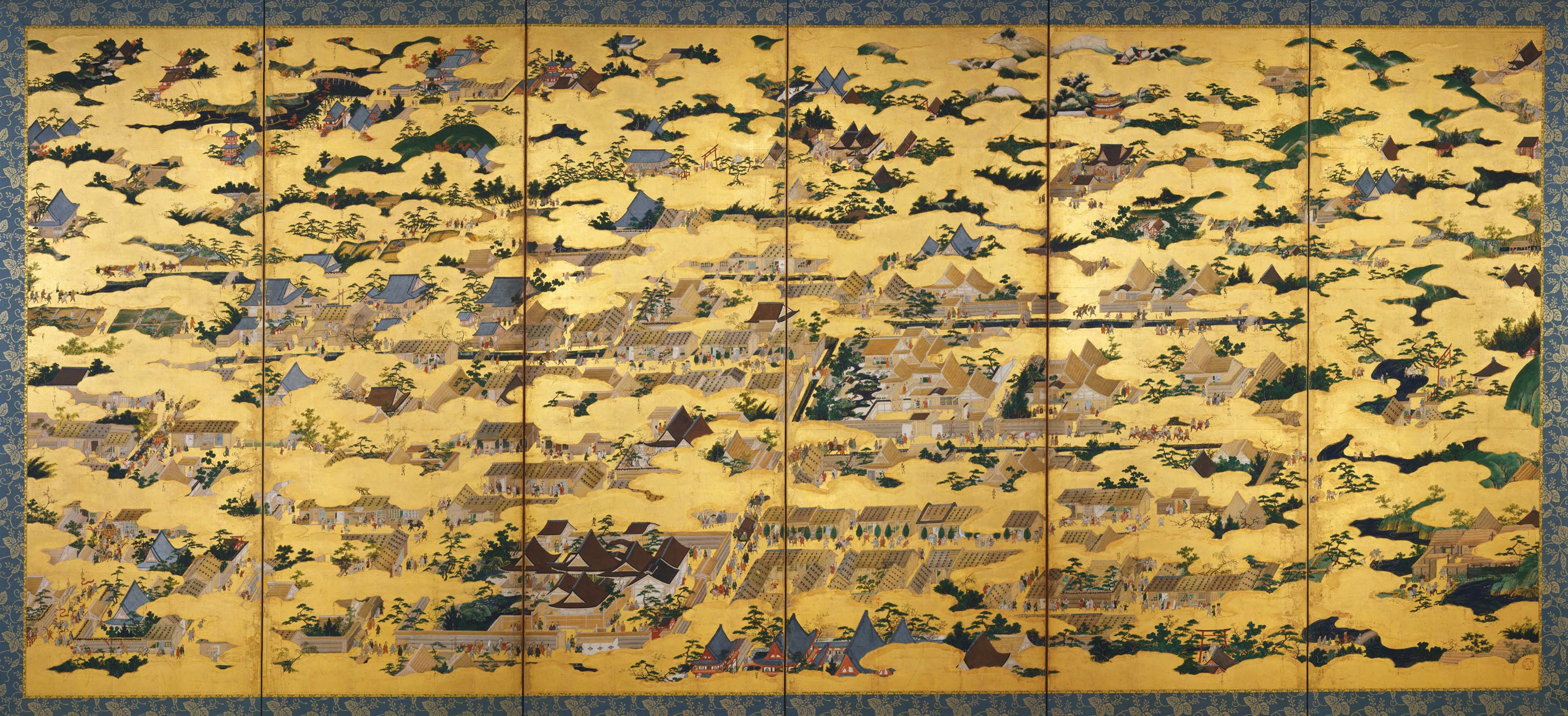
Rakuchū-rakugai-zu، نسخة Uesugi، الجانب الأيسر من الحاجز. كانو إيتوكو، وقت موموياما.

في العصور الوسطى، كانت Heian-kyō (كيوتو الحالية) مركزا للوسط الفني، سواء في البلاط الإمبراطوري أو في المعابد الكبيرة. في الواقع، استلهمت أولى لوحات المناظر الشهيرة مباشرة من المناطق المحيطة بهيان كيو: ساغانو، حاجز أوساكا، شواطئ أكاشي، أزهار الكرز في جبل يوشينو، موساشينو ، ...

### الخمسة طرق لإيدو

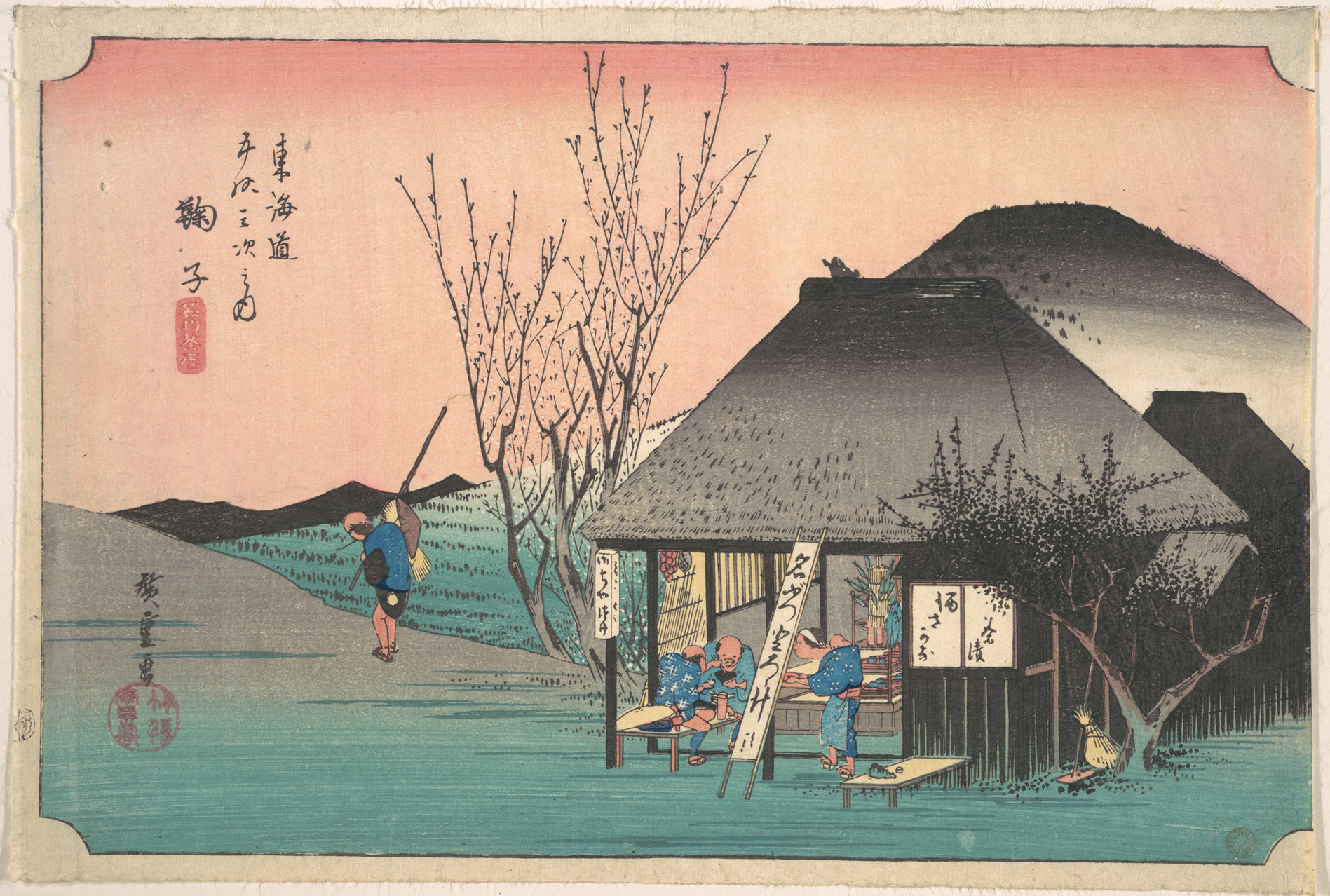
المحطة العشرون: ماريكو. المحطات الثلاثة والخمسون في توكايدو، هيروشيغ، 1833-1834.

كانت في وقت إيدو خمسة طرق رئيسية (Gokaidō) تربط العاصمة الجديدة بالمدن الأخرى في اليابان، بما في ذلك Tōkaidō وKiso Kaidō إلى كيوتو. مربوطة بالعديد من المحطات للاستراحة وتعبر هذه الطرث على العديد من المناطق المتنوعة للغاية، فأصبحت توفر العديد من مصادر الإلهام لمحترفي الأوكيو، الذين يعيدون نسخ كل من المناظر الطبيعية الفخمة والأنشطة الشعبية للمعيشة لتلك المناطق النائية في اليابان. ومن أفضل المحطات المعروفة في سلسلة المطبوعات هذه، هي «المحطات الثلاث والخمسون في توكايدو» لهيروشيغه.

## تقنية الرسم

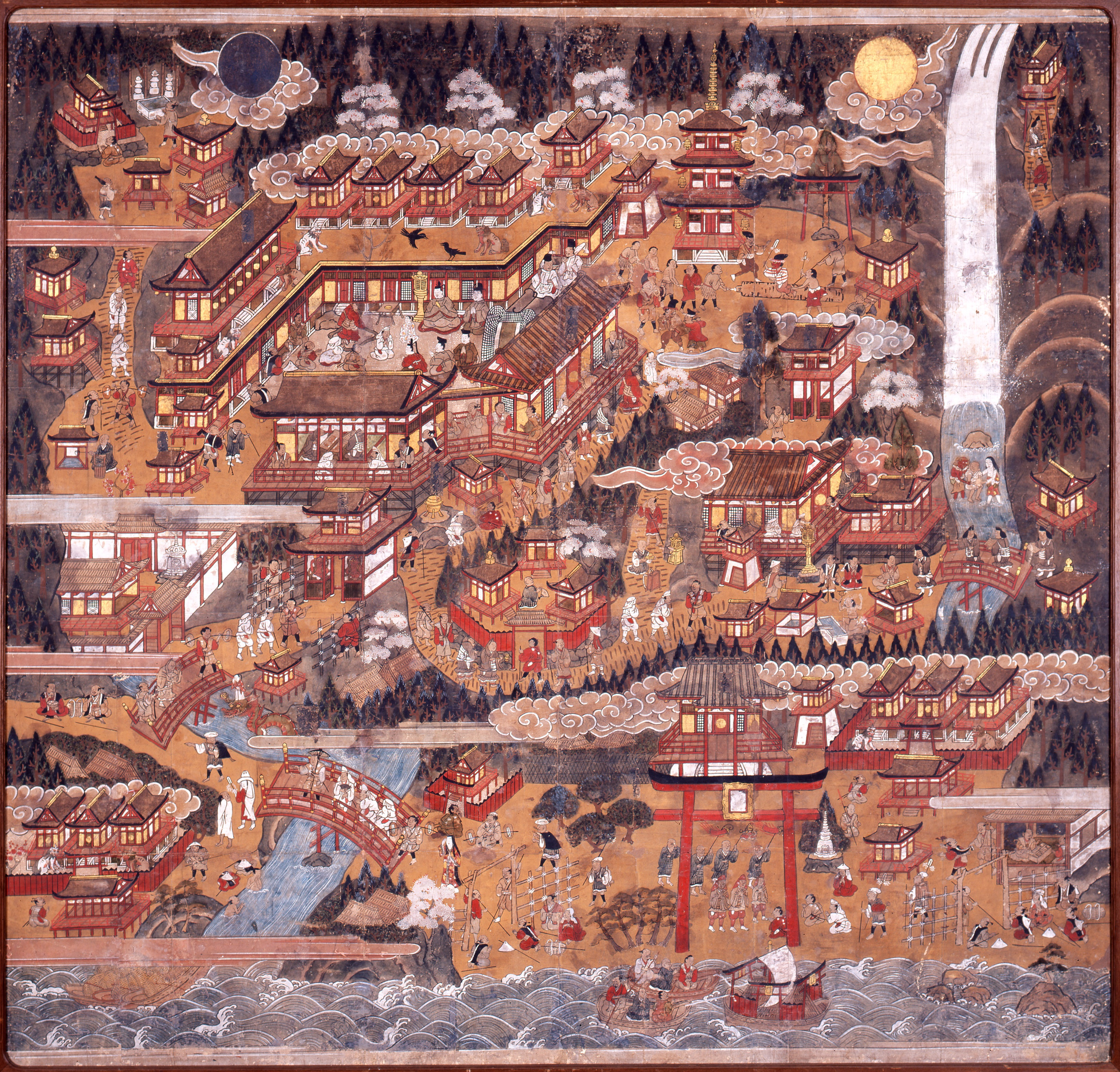
تركيب من منظور ياباني غير واقعي. كومانو ناشي ماندالا، تقريبا. القرن الثالث عشر.

عادة، لا يوجد منظور واقعي للنمط الغربي في الرسم الياباني الذي يعكس كل عنصر أهمية اللوحة في روح الرسام الياباني، الذي تحرر من القواعد الصارمة للرسم الغربية. حيث لا تمنع المناظر البعيدة من تمثيل الناس بحجم المباني أو الأشجار، فعلى سبيل المثال. يتم تقديم فكرة العمق بخطوط متوازية طويلة، مثل المسارات المتعرجة أو رحلات الطيور التي تختفي في الأفق. ويسمح الضباب الخفيف من تمييز وفصل الطبقات المختلفة للوحة. نحو فترة إيدو، بدأت طريقة الواقعية الأوروبية تفرض نفسها تدريجيا في الرسم الياباني، وذلك في القرن الثامن والتاسع عشر (الأكيو-اه).
ترتبط ألوان المايشو بالتيارات المصورة السائدة في الفن الياباني:
- في أوقات العصور الوسطى البدائية، استخدم على نطاق واسع في المناظر الطبيعية «الأزرق والأخضر» أو «الأزرق والأحمر» المستوحاة من الشانشوي الصينية [2]، وكذلك الأصباغ المعدنية أو النباتية غير الشفافة (المخففة في غراء الحيوانات) المستعملة في الياماتو-اه.[16]
- في زمن المورومتشي Muromachi، كانت التقنية الصينية «تخفيف الحبر في الماء» أحادي اللون هي المهيمنة.
- في فترة أزوشي موموياما Azuchi Momoyama كانت اللوحة غنية بالألوان وبهيمنة اللون الذهبي عليها (dami-e).[17]
- في زمن إيدو Edo، تميزت الأكيو-اه بتنوع لوني واسع (nishiki-e) وكذلك الاستخدام المتكرر للأزرق البروسي في سلسلة المناظر الطبيعية.[15]

## مرفقات

### مقالات ذات صلة
- الشعر الياباني
- المناظر الطبيعية في الفن

### قائمة المراجع
- 名所絵の世界: 心の風景 lit. « L’esprit du meisho-e : l’âme du paysage ») (باليابانية). musée préfectoral d’art de Shizuoka. 2007. p. 120.  名所絵の世界: 心の風景 lit. « L’esprit du meisho-e : l’âme du paysage ») (باليابانية). musée préfectoral d’art de Shizuoka. 2007. p. 120.  名所絵の世界: 心の風景 lit. « L’esprit du meisho-e : l’âme du paysage ») (باليابانية). musée préfectoral d’art de Shizuoka. 2007. p. 120.
- Chino, Kaori (1980). "名所絵の成立と展開 littéralement : Apparition et développement de la peinture de lieux célèbres)". 日本屛風絵集成 (Nihon byōbue shūsei) (باليابانية). 10: 115-121. {{استشهاد بدورية محكمة}}: استعمال الخط المائل أو الغليظ غير مسموح: |صحيفة= (help)  Chino, Kaori (1980). "名所絵の成立と展開 littéralement : Apparition et développement de la peinture de lieux célèbres)". 日本屛風絵集成 (Nihon byōbue shūsei) (باليابانية). 10: 115-121. {{استشهاد بدورية محكمة}}: استعمال الخط المائل أو الغليظ غير مسموح: |صحيفة= (help)  Chino, Kaori (1980). "名所絵の成立と展開 littéralement : Apparition et développement de la peinture de lieux célèbres)". 日本屛風絵集成 (Nihon byōbue shūsei) (باليابانية). 10: 115-121. {{استشهاد بدورية محكمة}}: استعمال الخط المائل أو الغليظ غير مسموح: |صحيفة= (help) .
- Murase, Miyeko (1995). "The Evolution of Meisho-e and the Case of Mu Tamagawa". Orientations (بالإنجليزية). 26 (1): 94-100.  Murase, Miyeko (1995). "The Evolution of Meisho-e and the Case of Mu Tamagawa". Orientations (بالإنجليزية). 26 (1): 94-100.  Murase, Miyeko (1995). "The Evolution of Meisho-e and the Case of Mu Tamagawa". Orientations (بالإنجليزية). 26 (1): 94-100. .
- Shimizu, Yoshiaki (1981). "Seasons and Places in Yamato Landscape and Painting". Ars Orientalis (بالإنجليزية). 12: 1-18.  Shimizu, Yoshiaki (1981). "Seasons and Places in Yamato Landscape and Painting". Ars Orientalis (بالإنجليزية). 12: 1-18.  Shimizu, Yoshiaki (1981). "Seasons and Places in Yamato Landscape and Painting". Ars Orientalis (بالإنجليزية). 12: 1-18. .

### المذكرات والمراجع
1. ↑  Kumano Mandara: Portraits, Power, and Lineage in Medieval Japan (بالإنجليزية). ProQuest, université de Pittsburgh. 2008. p. 47-48. ISBN:9780549897323. Archived from the original on 3 مارس 2014. Retrieved أغسطس 2020. {{استشهاد بكتاب}}: تحقق من التاريخ في: |تاريخ الوصول= (help) and الوسيط |الأول= يفتقد |الأخير= (help)
2. 1 2 3 4  L’Art de l’ancien Japon (بالفرنسية). Éditions Mazenod. 1980. p. 221-226, 233. ISBN:2-85088-010-8. {{استشهاد بكتاب}}: الوسيط |الأول2= يفتقد |الأخير2= (help) and الوسيط |الأول= يفتقد |الأخير= (help)
3. ↑  Shimizu, Yoshiaki (1981). "Seasons and Places in Yamato Landscape and Painting". Ars Orientalis (بالإنجليزية). 12: 1-18.
4. 1 2  Visual Genesis of Japanese National Identity: Hokusai’s Hyakunin isshu (بالإنجليزية). Peter Lang. 2009. p. 192-193. ISBN:9789052014821. Archived from the original on 2020-01-23. {{استشهاد بكتاب}}: الوسيط |الأول= يفتقد |الأخير= (help)
5. 1 2  (بالإنجليزية) "Meisho-e　名所絵". Japanese Architecture and Art Net Users System (JAAANUS). مؤرشف من الأصل في 2017-04-21.
6. 1 2  Painting in the Yamato Style. The Heibonsha Survey of Japanese Art (بالإنجليزية). Weatherhill. Vol. 10. 1973. p. 88-93. ISBN:9780834810167. {{استشهاد بكتاب}}: الوسيط |الأول= يفتقد |الأخير= (help)
7. ↑  L’Ippen hijiri-e (rouleaux peints du renonçant Ippen) : la mise en image d’une biographie (بالفرنسية). 2000. p. 179-184. {{استشهاد بكتاب}}: الوسيط |الأول= يفتقد |الأخير= (help) (thèse de l’Institut national des langues et civilisations orientales)
8. ↑  قالب:Op. cit. (بالفرنسية). 1961. p. 110. {{استشهاد بكتاب}}: الوسيط |الأول= يفتقد |الأخير= (help)
9. ↑  قالب:Op. cit. (بالفرنسية). 2001. p. 224. {{استشهاد بكتاب}}: الوسيط |الأول= يفتقد |الأخير= (help)
10. ↑  قالب:Op. cit. (بالإنجليزية). 2009. p. 207. {{استشهاد بكتاب}}: الوسيط |الأول= يفتقد |الأخير= (help)
11. 1 2  L’Estampe japonaise (بالفرنسية). Éditions Hazan. 2004. p. 197-204. ISBN:2-85025-807-5. {{استشهاد بكتاب}}: الوسيط |الأول= يفتقد |الأخير= (help)
12. ↑  La Peinture japonaise. Les trésors de l’Asie (بالفرنسية). éditions Albert Skira. 1961. p. 53-60. {{استشهاد بكتاب}}: الوسيط |الأول= يفتقد |الأخير= (help)
13. ↑  قالب:Op. cit. (بالفرنسية). 2004. p. 240-245. {{استشهاد بكتاب}}: الوسيط |الأول= يفتقد |الأخير= (help)
14. ↑  Saint-Marc, Elsa (2001). "Techniques de composition de l'espace dans l'Ippen hijiri-e". Arts asiatiques (بالفرنسية). 56: 91-109. Archived from the original on 2015-09-24.
15. 1 2  قالب:Op. cit. (بالفرنسية). 2004. p. 214. {{استشهاد بكتاب}}: الوسيط |الأول= يفتقد |الأخير= (help)
16. ↑  Yamasaki, Kazuo; Emoto, Yoshimichi (1979). "Pigments Used on Japanese Paintings from the Protohistoric Period through the 17th Century". université du Michigan (بالإنجليزية). 11: 1-14. Archived from the original on 2016-03-06.
17. ↑  (بالإنجليزية) "Dami-e 濃絵". Japanese Architecture and Art Net Users System (JAAANUS). مؤرشف من الأصل في 2018-04-10.